# 3-регулярный граф Клейна
3-регулярный граф Клейна — кубический граф с 56 вершинами и 84 рёбрами; назван по имени Феликса Клейна с двойственным ему 7-регулярным графом.
Граф гамильтонов, имеет хроматическое число 3, хроматический индекс 3, радиус 6, диаметр 6 и обхват 7. Является также вершинно 3-связным и рёберно 3-связным. Имеет толщину книги 3 и Число очередей 2.

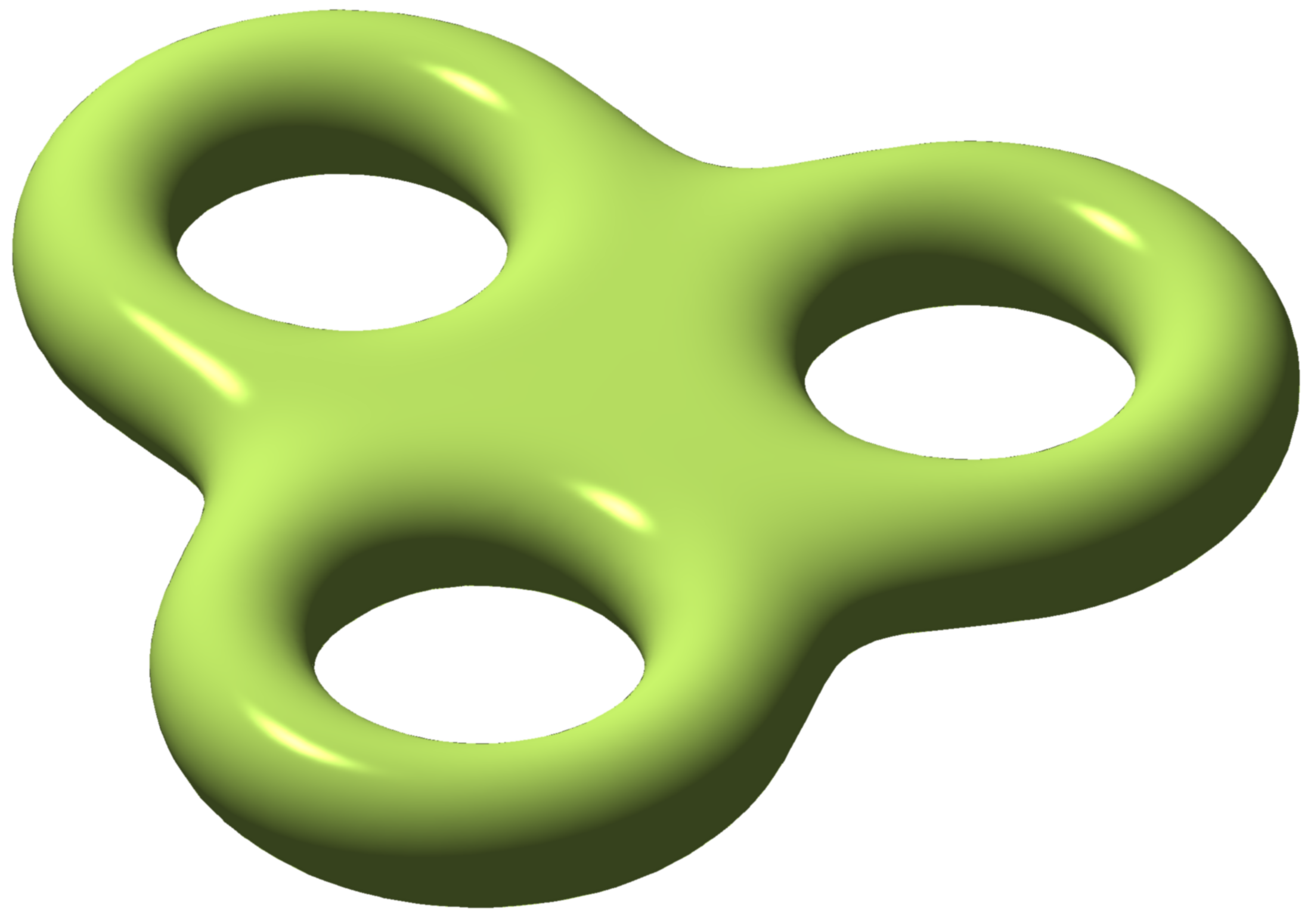
Поверхность рода 3

Граф, как и двойственный ему 7-регулярный, можно вложить в ориентируемую поверхность рода 3, где он образует карту с 24 семиугольными гранями. Символ Шлефли — {7,3}8.
Согласно списку Фостера, где граф обозначен как F056B, является единственным кубическим симметричным графом с 56 вершинами, который не является двудольным.
Может быть получен из графа Коксетера с 28 вершинами.
Группой автоморфизмов 3-регулярного графа Клейна является группа PGL2(7) порядка 336, которая имеет
PSL2(7) в качестве нормальной подгруппы. Эта группа действует транзитивно на полурёбра, так что граф Кляйна является симметричным.
Характеристическим многочленом этого графа с 56 вершинами является:
{\displaystyle x^{7}\,(x-3)\,(x+2)^{6}\left(x^{2}-2\right)^{6}\left(x^{2}+x-4\right)^{7}\left(x^{2}-2x-1\right)^{8}}.
|  |  |